# Georges Timmerman
Georges Timmerman (1953) is een Belgisch journalist.

## Levensloop
Timmerman werkte bij de krant De Morgen en was er een tijdlang voorzitter van de redactieraad. Hij leidde er de personeelsdelegatie als vakbondsafgevaardigde tijdens een grote herstructurering in 2009 en werd ontslagen.
Op 14 oktober 2009 was hij medeoprichter van De Werktitel, dat op 24 oktober 2010 werd omgedoopt tot Apache.be. Van deze nieuwswebsite voor onderzoeksjournalistiek was hij hoofdredacteur. In deze hoedanigheid werd hij in februari 2014 opgevolgd door Karl van den Broeck. Timmerman bleef actief als onderzoeksjournalist voor de nieuwswebsite.
Daarnaast is hij auteur van verscheidene boeken waarin hij de resultaten van enkele van zijn onderzoeken neerpende.